# Bartrès
Bartrès ist eine  französische Gemeinde mit 510 Einwohnern (Stand 1. Januar 2022) im Département Hautes-Pyrénées in der Region Okzitanien. Sie gehört zum Arrondissement Argelès-Gazost und zum Kanton Lourdes-1.
Der Dolmen von Pouey-Mayou gehört zur Gruppe der „Dolmens du Pays Basque“ und liegt bei Bartrès. 

## Lage
Im Forêt d’Ossun entspringt das Flüsschen Mardaing, das zum Souy entwässert.
Bartrès ist umgeben von den folgenden Nachbargemeinden:
| Barlest    | Lamarque-Pontacq                            | Ossun |
| Loubajac   | Kompassrose, die auf Nachbargemeinden zeigt | Adé   |
| Poueyferré | Lourdes                                     |       |

## Bevölkerungsentwicklung
| Jahr                       | 1962 | 1968 | 1975 | 1982 | 1990 | 1999 | 2008 | 2016 |
| -------------------------- | ---- | ---- | ---- | ---- | ---- | ---- | ---- | ---- |
| Einwohner                  | 163  | 167  | 197  | 302  | 349  | 351  | 472  | 502  |
| Quellen: Cassini und INSEE |      |      |      |      |      |      |      |      |

## Persönlichkeiten
Die Ordensschwester Bernadette Soubirous (1844–1879) verbrachte einen Teil ihrer Kindheit in Bartrès.

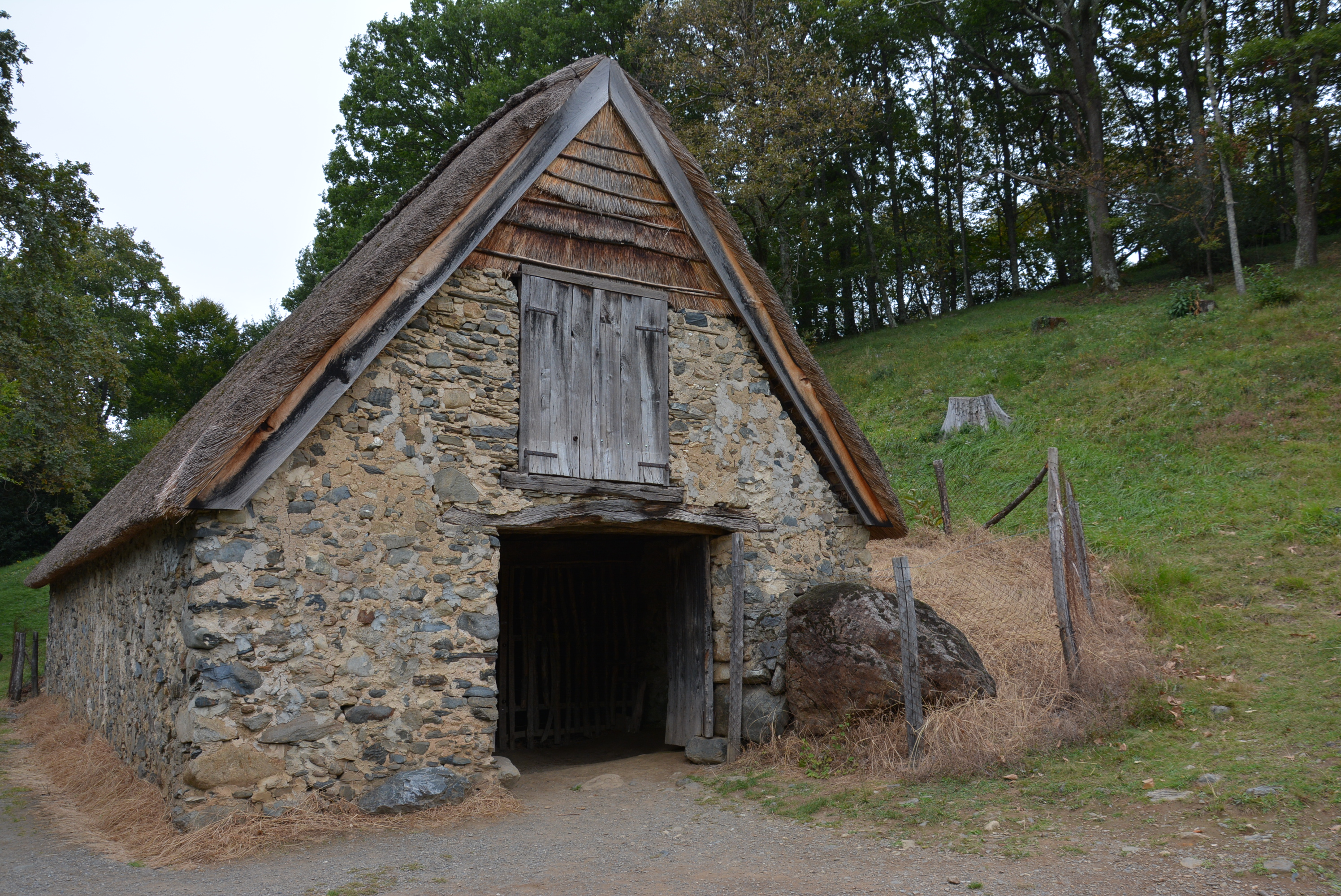
Das Stift von Bernadette Souvirous bei Bartrès
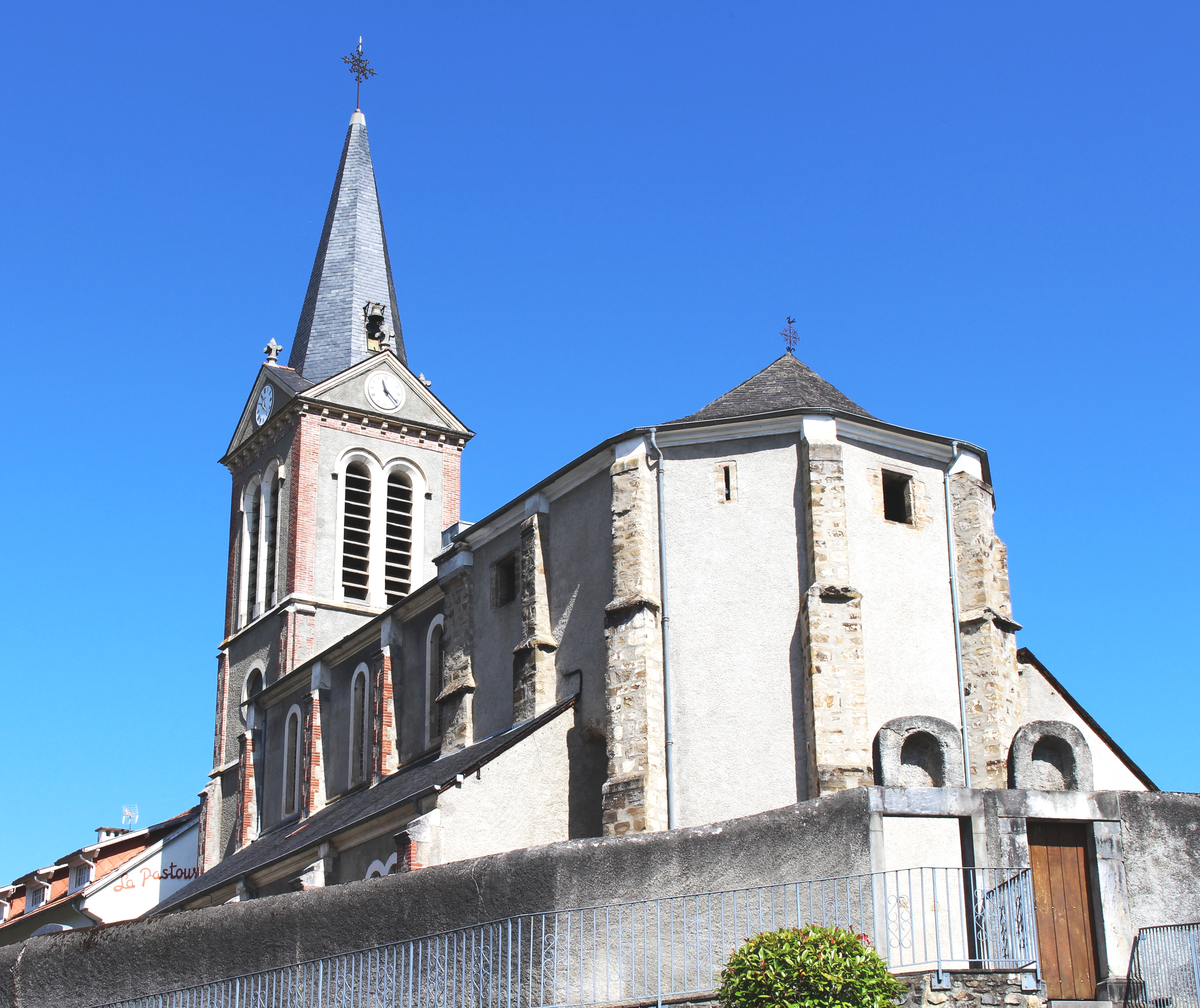
Kirche Saint-Jean-Baptiste
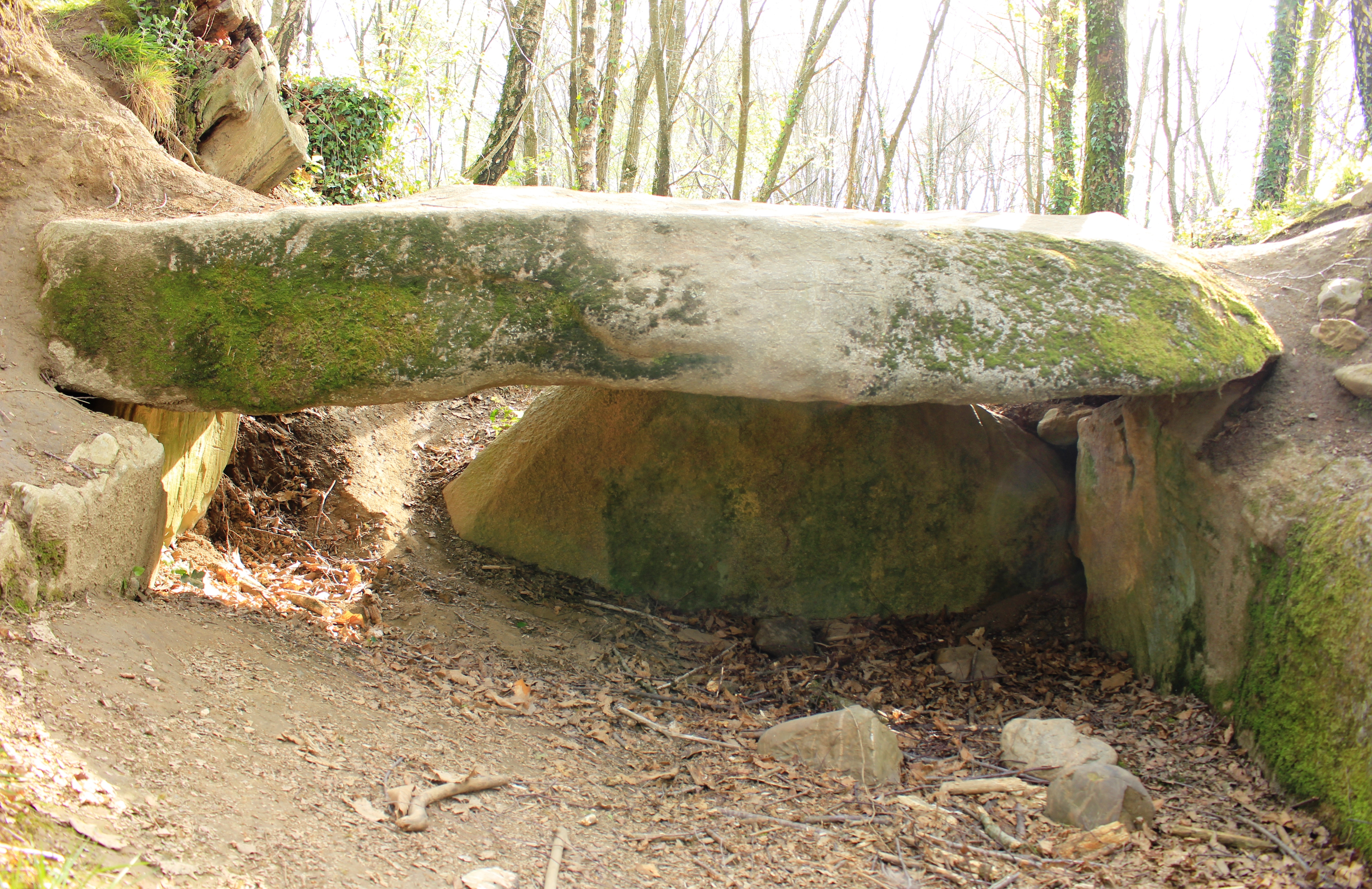
Dolmen du Pouey Mayou